# Tail Dagger
Tail Dagger (Altheimer, 1940. szeptember 30. – ?, 2023. szeptember 4.) amerikai bluesénekes. Az 1960-as évek óta lép fel, négy albumot adott ki. Tail Dagger 1993-ban azzal szerzett ismertséget, hogy másodfokon elítélték egy másik blueszenész, Boston Blackie meggyilkolása vádjával.
Dagger Howlin' Wolf tanítványa volt; tőle kapta a becenevét, mert szokása szerint rendszeresen elkésett Howlin' Wolf fellépéseiről.

## Pályafutása
Tail Dagger Jones Arkansas államban, Altheimerben született. Nagyszülei nevelték fel, mert szülei még csecsemőkorában elváltak. Már kisgyermek korában  bluest hallgatott. Sonny Boy Williamson II-t és Boyd Gilmore-t is látta fellépni egy Jack Rabbitts nevű kis klubban.
1966-ban Chicagóba költözött, és autószerelőként dolgozott. Kezdett fellépni is, és az volt aszerencséje, hogy Howlin’ Wolf megengedte neki résztvenni a koncertjein. Jonesra nagy hatással volt az a nyers, faragatlan énekstílus, amelyet Sonny Boy Williamson, Muddy Waters és Willie Dixon stílusában annyira csodált.
Az 1970-es évek elejére Jones főállású énekes lett, és olyan jelentős háttérzenészekkel dolgozott, mint Willie Kent, Hubert Sumlin, Carey Bell, Kansas City. Red, Little Mack Simmons, Big Leon Brooks, Eddie Shaw.
1993. július 11-én Dragger Jones Chicagóban agyonlőtte Boston Blackie blueszenészt. Az ügy előzménye egy tiszteletdíj körüli heves vita volt, ami már egy hónappal korábban kezdődött, amikor mindkét előadó megjelent a Chicago Blues Fesztiválon. Jones azt állította, hogy önvédelemből cselekedett, de elítélték. Négy év börtönbüntetést kapott.
Az 1970-es, 80-as években Jones rendszeresen fellépett chicagói bluesklubokban, és számos (kereskedelmileg jobbára sikertelen) kislemezt adott ki.
Bemutatkozó albumát, a Crawlin' Kingsnake-t a St. George Records adta ki. A lemez megjelenésekor 56 éves volt.

## Albumok
- 1996: Crawlin' Kingsnake
- 1998: American People
- 2009: Live at Rooster's Lounge
- 2012: Longtime Friends in the Blues (with Bob Corritore)

## Fordítás
- Ez a szócikk részben vagy egészben  a   Tail Dragger Jones című angol Wikipédia-szócikk ezen változatának fordításán alapul.  Az eredeti cikk szerkesztőit annak laptörténete sorolja fel. Ez a jelzés csupán a megfogalmazás eredetét és a szerzői jogokat jelzi, nem szolgál a cikkben szereplő információk forrásmegjelöléseként.